# Witalis Ludwiczak
Witalis Ludwiczak (Poznań, 1910. április 20. – Poznań, 1988. június 19.) lengyel jégkorongozó, olimpikon.
Az 1932. évi téli olimpiai játékokon játszott a jégkorongtornán a lengyel válogatottban. Ez az olimpia az USA-ban volt és csak 4 válogatott vett részt: Kanada, USA, Németország és Lengyelország. Egy csoportba került mind a 4 csapat és oda-visszavágós rendszer alapján játszottak. Mind a 6 mérkőzésen kikaptak. Csak 3 gólt tudott ütni a csapat. Mind a 6 mérkőzésen játszott és nem ütött gólt. Az utolsó, 4. helyen végezetek.
Az 1936. évi téli olimpiai játékokon visszatért a jégkorongtornára, Garmisch-Partenkirchenbe.  csapat vett részt. 15 csapat vett részt. Ők az A csoportba kerültek. A kanadaiaktól 8–1-re, az osztrákoktól 2–1-re kaptak ki, végül a letteket 7–1-re győzték le. Mind a 3 mérkőzésen játszott és nem ütött gólt. A 9. helyen végezetek.
Részt vett még 3 jégkorong-világbajnokságon. Az 1933-as, az 1935-ös és az 1937-es jégkorong-világbajnokságon.
Klubcsapata a AZS Varsó és a Pogoń Katowice volt.
Harcolt a második világháborúban, a lengyelországi hadjáratban.